# Station Fujinomori
Station Fujinomori (藤森駅, Fujinomori-eki) is een spoorwegstation in de wijk Fushimi-ku in de Japanse stad  Kyoto. Het wordt aangedaan door de Keihan-lijn. Het station heeft twee sporen, gelegen aan twee zijperrons. Het station dient niet verward te worden met het gelijknamige station van JR West, dat zich ten zuidoosten van dit station bevindt.

## Treindienst

### Keihan-lijn
| 1 | ■ Keihan-lijn | richting Sanjō en Demachiyanagi                            |
| 2 | ■ Keihan-lijn | richting Hirakatashi, Kyōbashi, Yodoyabashi en Nakanoshima |

## Geschiedenis
Het station werd in 1910 onder de naam Shidan-mae (師団前), wat legerdivisie betekent, geopend. In 1941 werd vanwege de opvallende naam in oorlogstijd een nieuwe, neutrale stationsnaam gekozen.   

## Overig openbaar vervoer
Bussen 2, 5 en 8.

## Stationsomgeving
- Daiei (warenhuis)
  - Gourmet City (supermarkt)
- Kioto Milieubeschermingscentrum (京都市環境保全センター, Kyōtoshi Kankyō Hozen Sentā)
- Saifuku-tempel
- Bokuzen-tempel
- Tsutaya
- Lawson
- 7-Eleven